# Escut de Freginals
L'escut oficial de Freginals té el següent blasonament aprovat pel Diari Oficial de la Generalitat de Catalunya:
| «                | Escut caironat: d'argent, 3 trèvols de sinople malordenats. Per timbre una corona mural de poble. | » |
| — DOGC núm. 1202 |                                                                                                   |   |

Tot i això, la versió utilitzada de facto per l'Ajuntament i la Generalitat de Catalunya no té els tres trèvols en disposició mal ordenada. A més, el blasonament del DOGC es contradiu amb la descripció oficial de la bandera de Freginals, que diu que els trèvols s'han de disposar dos i un «tal com apareixen a l'escut».

Escut que empren l'Ajuntament de Freginals i la Generalitat
Escut segons la descripció oficial publicada al DOGC
Bandera de Freginals amb els trèvols disposats «tal com apareixen a l'escut»

## Història
Va ser aprovat el 22 de setembre del 1989.
Els tres trèvols són un senyal parlant que fa referència a l'etimologia del poble: es diu que el nom de Freginals ve del llatí vulgar farraginales, és a dir, 'camps de farratge', i per això l'escut presenta els trèvols, una mena molt comuna de farratge.